# Gustaf Lagerbjelke (1860–1937)

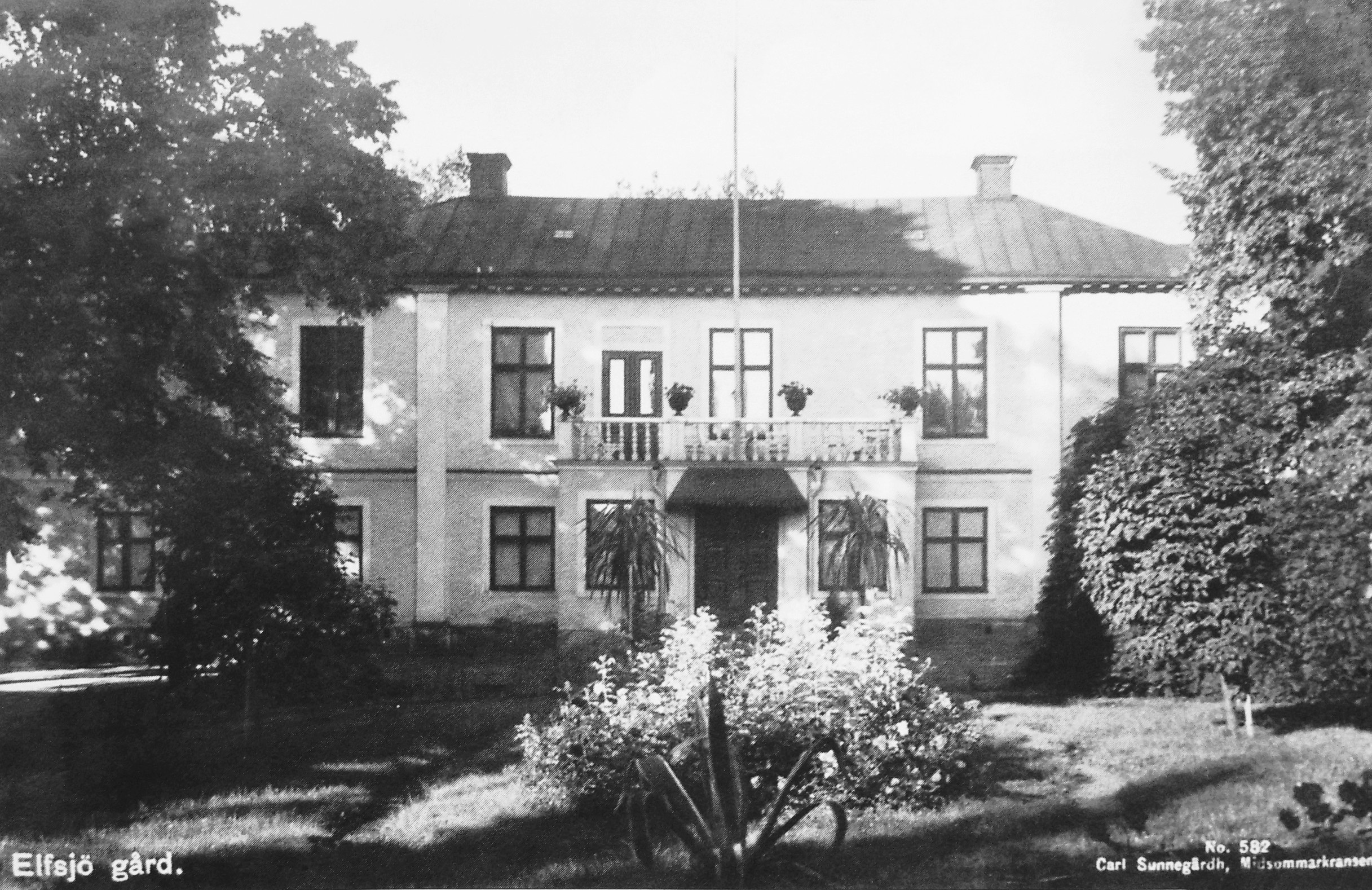
Älvsjö gård under Gustaf Lagerbjelkes tid år 1928.

Johan Gustaf Lagerbjelke (i riksdagen kallad Lagerbjelke i Älvsjö gård), född 3 juni 1860 i Nyköpings västra församling i Nyköping, död 11 april 1937 på Älvsjö gård i Brännkyrka församling i Stockholm, var en svensk greve, riksgäldsfullmäktig och riksdagsledamot. Han var son till lantmarskalken greve Gustaf Lagerbjelke och morfar till länsrättslagmannen Hans Sjöberg.
Lagerbjelke blev vice häradshövding 1886. Han utsågs 1912 av riksdagen till förste deputerad i riksgäldskontorets fullmäktige efter att året innan deltagit där som suppleant.
Som politiker var Lagerbjelke ledamot av riksdagens första kammare 1909 till 1930, invald i Stockholms läns valkrets (från 1922 Stockholms läns och Uppsala läns valkrets).
År 1909 tillhörde han Första kammarens moderata parti, 1910 till 1911 Det förenade högerpartiet och 1912 till 1930 Första kammarens nationella parti.
Gustaf Lagerbjelke är begraven i det Lagerbjelkeska gravkoret på Brännkyrka kyrkogård.